# Michiko Ishimure

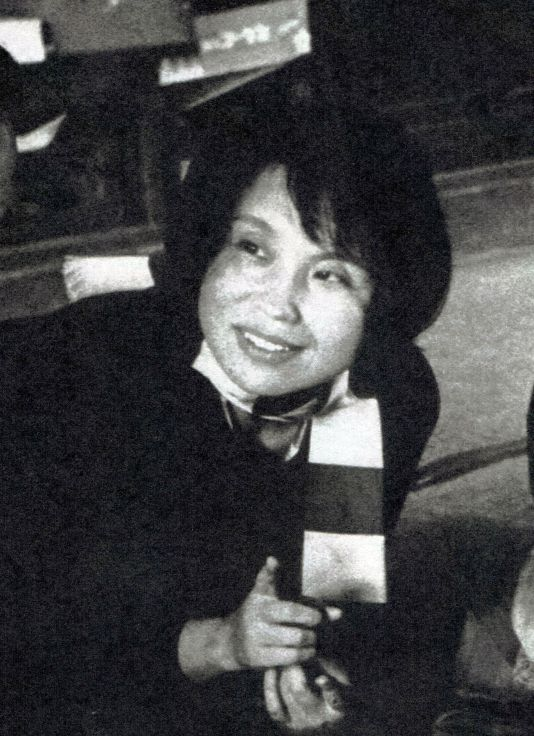
Ishimure Michiko

Michiko Ishimure (japanisch 石牟礼 道子, Ishimure Michiko; * 11. März 1927 in Kawaura, Landkreis Amakusa, Präfektur Kumamoto als Michiko Shiraishi; † 10. Februar 2018 in Minamata) war eine japanische Autorin.

## Leben
Ishimure wurde auf den Amakusa-Inseln, die an der Westküste von Kyūshū liegen, geboren. Als sie drei Monate alt war, zog ihre Familie nach Minamata. Ishimure wuchs dort als ältestes Kind der Familie zusammen mit drei Brüdern auf. Nachdem sie 1943 mit 16 Jahren die Schule beendet hatte, erhielt sie, durch den kriegsbedingten Arbeitskräftemangel, eine Anstellung als Aushilfslehrerin an einer Grundschule in der Stadt. 1947 heiratete sie einen Kriegsheimkehrer und späteren Lehrer an der Minamata Oberschule und beendete ihre Arbeit als Aushilfslehrerin. In den folgenden Jahren widmete sich Ishimure vor allem der Hausfrauentätigkeit. Im Oktober 1948 wurde ihr Sohn und einziges Kind geboren.
Michiko Ishimure starb am 10. Februar 2018 im Alter von 90 Jahren.

### Schriftstellerische Tätigkeit
Als es Mitte der 1950er Jahre in Minamata zu einer Reihe rätselhafter Erkrankungen bei Menschen und Tieren kam, bemühte sich Ishimure auf das Leid der Menschen aufmerksam zu machen. Bei der später als Minamata-Krankheit bekannt gewordenen Krankheit handelt es sich um Schädigungen des zentralen Nervensystems durch die Aufnahme von Quecksilberverbindungen aus Lebensmitteln und Trinkwasser. Ihre ersten Essays erschienen in dem kleinen, in der Präfektur Kumamoto herausgegebenen Literaturmagazin Kumamoto Fudoki, dessen Mitherausgeberin Ishimure später wurde. 1968 wurden die Essays unter dem Titel Kukai Jōdo – Waga Minamata-byō (苦海浄土 わが水俣病) als Buch veröffentlicht und erzielten erste landesweite Aufmerksamkeit, die auch dem Citizens Council of Minamata, deren Mitgründerin Ishimure war und das Wege suchte, den Erkrankten zu helfen, zugutekam. Ishimure musste sich in der Folge mit dem Widerstand lokaler und nationaler Behörden sowie der chemischen Industrie und der Gewerkschaft auseinandersetzen. Da der Chemiekonzern Chisso der größte Arbeitgeber in der Stadt war, wurde Ishimure auch von anderen Einwohnern Minamatas und selbst von ihren eigenen Verwandten unter Druck gesetzt.
Im Jahr 1968 wurde sie vom Verlag Bungei Shunju (文藝春秋) für den Ōya Sōichi Nonfikushon Shō (大宅壮一ノンフィクション賞), eine Auszeichnung für herausragende journalistische Leistungen, vorgeschlagen. Ishimure lehnte die Auszeichnung jedoch mit der Begründung ab, sie sei mit ihrer schriftstellerischen Arbeit zu beschäftigt. 1972 erschien unter dem Titel Minamata-byō tōsō – waga shimin (水俣病闘争 わが死民) eine Sammlung weiterer Essays verfasst von Ishimure und anderen Schriftstellern. Im März 1973 wurde ihr zweites Buch Rumin no miyako (流民の都) veröffentlicht, das bereits nach einem Monat die dritte Auflage erreichte. Ishimure schrieb im Kumamoto-Dialekt.
Der öffentliche Druck führte schließlich zu Untersuchungen durch staatliche Stellen. Der Chemiekonzern Chisso musste zugeben, dass die Einleitung von Methylquecksilberiodid ins Meerwasser zu der dramatischen Anreicherung von Quecksilberverbindungen in den Meeresalgen und somit in den Fischen, dem Hauptlebensmittel der Einwohner des Küstenortes, geführt hatte.
Ishimure hatte damit neben dem US-amerikanischen Fotografen W. Eugene Smith und dem japanischen Dokumentarfilmer Noriaki Tsuchimoto, dessen Arbeit sie sehr schätzte und den sie als einen ihrer besten Freunde betrachtete, wesentlichen Anteil an der Veröffentlichung und der Schaffung eines öffentlichen Bewusstseins für die Minamata-Krankheit.
Im Jahr 1973 erhielt Ishimure für ihren unermüdlichen Einsatz den Ramon-Magsaysay-Preis in der Kategorie Journalism, Literature and Creative Communication Arts.
In ihrem literarischen Werk setzte sie sich weiter für die Fischer und einfache Landbevölkerung und gegen die Zerstörung des Ökosystems und die Enthumanisierung der Gesellschaft durch fortschreitende Industrialisierung ein. 1993 erhielt sie den Murasaki-Shikibu-Literaturpreis für Izayoibashi (十六夜橋). Den Asahi-Preis bekam sie 2001 für ihr kreatives Werk, das die Krise des Ökosystems aufgrund von Umweltverschmutzung aufzeigt.
Viele ihrer Werke wurden ins Englische übersetzt. Kukai Jōdo – Waga Minamata-byō erschien 1995 unter dem Titel Paradies im Meer der Qualen – Unsere Minamata-Krankheit auf Deutsch. Zwei andere Werke von Ishimure sind „Ten no uo“ (天の魚) – „Himmlischer Fisch“ aus dem Jahr 1974 und „Tsubaki no umi no ki“ (椿の海の記), „Bericht über das Meer von Kamelien“, 1976, die mit „Kugai jōdo“ eine Trilogie zum Thema Minamata-Krankheit bilden.

## Werke (Auswahl)
- Paradies im Meer der Qualen. Aus dem Englischen von Ursula Gräfe. Insel Verlag, Frankfurt am Main und Leipzig 1995, ISBN 3-458-16725-0.[3]